# Чинакал, Николай Андреевич
Никола́й Андре́евич Чинака́л (1888—1979) — советский учёный в области горного дела. Член-корреспондент АН СССР. Герой Социалистического Труда. Лауреат Ленинской премии и Сталинской премии третьей степени.

## Биография
Родился 7 (19 ноября) 1888 года в деревне Нур-Али в Крыму.
В 1912 году окончил Екатеринославское горное училище (ныне Днепропетровский горный институт).
До 1921 года работал на шахтах Донбасса. Ввёл на рудниках восьмичасовой рабочий день, за что лишился своей должности. Был делегатом на Втором съезде горнорабочих в Москве. Участвовал в разработке технического плана восстановления, реконструкции и обновления шахт Донбасса.
С 1923 года Чинакал работает в тресте «Донуголь» и в течение пяти лет занимается воплощением этой программы в жизнь. В эти годы от него поступает масса интересных технических предложений — двухтонные ширококолейные вагонетки, 200-вольтное напряжение для всего подземного оборудования и др. В 1924—1925 годах отправляется в командировку в составе делегации, возглавляемой А. А. Скочинским, для изучения опыта работы горных предприятий США, Англии и Германии. В результат работы Чинакала заведующим отделом механизации в «Донугле» степень механизации на шахтах возросла более чем в шестнадцать раз.
В 1928 году репрессирован по «Шахтинскому делу» и сослан в Сибирь. Приговор по статьям 58-7, 58-11 УК: 6 лет лишения свободы, 3 года поражения в правах, конфискация трети имущества. Работал в Ленинске-Кузнецком (Кузбасс) на шахте «Емельяновская». В 1930 году вступил в должность заместителя главного инженера проектно-строительного бюро (ПП ГПТУ, Новосибирск). Позже его направили на постоянную работу в «Кузбассуголь». На новом месте прошел путь от инженера до заместителя начальника проектного отдела. При его участии и руководстве были пересмотрены проекты двенадцати старых шахт, сданы в эксплуатацию десять новых. Был инициатором проекта Завьяловского рудника Гортоптреста в Новосибирске.
В 1935 году в Кузбассе предложил конструкцию т. н. щита Чинакала, а также щитовую систему для разработки мощных угольных пластов. В 1940—1944 годах Чинакал заведует кафедрой шахтного строительства в Томском индустриальном институте, ему присваивают степень доктора технических наук и звание профессора без защиты диссертации.

Мемориальная доска на здании Института горного дела

В 1944—1973 годах директор Института горного дела СО АН CCCP (до 1957 — Горно-геологический институт Западно-Сибирского филиала Академии Наук CCCP). Основные труды посвящены созданию и усовершенствованию системы разработки мощных пластов угля с передвижным креплением.
С 1958 года — член-корреспондент АН СССР; ему принадлежит лично и в соавторстве более 200 работ и 27 авторских свидетельств.
Был заядлым охотником, возглавлял в 1950-е гг. Новосибирскую городскую стендово-стрелковую секцию.
Скончался 25 декабря 1979 года. Похоронен в Новосибирске на Заельцовском кладбище.
В 2010 году Институту горного дела СО РАН присваивается имя директора-организатора института Н. А. Чинакала.

## Награды и звания
- Герой Социалистического Труда (1967)
- Заслуженный деятель науки и техники РСФСР (1959)
- Ленинская премия (1966) — за разработку научных основ, создание и внедрение в производство комплекса высокопроизводительных механизмов для бурения скважин в подземных условиях
- Сталинская премия третьей степени (1943) — за разработку и освоение метода щитовой разработки мощных крутопадающих пластов угля
- Орден Ленина (1948; 1960);
- Два ордена Трудового Красного Знамени (1942, 1960);
- Знак «Шахтёрская слава» трёх степеней
- Медали

## Избранные труды
- Чинакал Н.Л. Выемка угля при помощи щита // Известия Томского политехнического института [Известия ТПИ]. — 1946. — Т. 62, вып. 2. — С. 9—25.